# Onthophagus ovatus
Onthophagus ovatus (лат.) — вид пластинчатоусых жуков из подсемейства Scarabaeinae.

## Описание
Имаго длиной 4—6 мм. Жук полностью чёрный, без заметного металлического отблеска. Жуки характеризуются следующими признаками:
- задний киль головы у обоих полов простой; передний киль у самок изогнутый, у самцов — отсутствует;
- переднеспинка перед вершинами передних углов равномерно закруглена, без выемки; теменной киль у обоих полов низкий, прямой;
- по переднему краю на переднеспике нет бугорков и выступов.

## Синонимы
В синонимику вида входят следующие биномены:
- Onthophagus fucatrus Mulsant, 1842
- Onthophagus subaenescens Goidanich, 1928
- Onthophagus subaeneus Menetries, 1832
- Scarabaeus ovatus Linnaeus, 1767basionym